# Милан Степановић Матроз
Милан Степановић Матроз (Огар, код Пећинаца, 1922 — Сремска Митровица, 7. јануар 1962) био је учесник Народноослободилачке борбе и друштвено политички радник Народне Републике Србије.

## Биографија
Рођен је 1922. у селу Огар, код Пећинаца. Потицао је из земљорадничке породице.
Школовао се у Земуну, где је похађао Поморско-ваздукопловну школу. Још као ученик укључио се у револуционарни омладински покрет и постао члан Савеза комунистичке омладине Југославије (СКОЈ). Године 1941. постао је члан Комунистичке партије Југославије (КПЈ).
Након окупације Југославије, 1941. активно је учествовао у организовању Народноослободилачког покрета у Земуну. Потом је отишао у партизане, где је био командант Посавског партизанског одреда, а потом заменик команданта Трећег посавског батаљона, који се најпре налазио у саставу Трећег сремског одреда, а потом Шесте источнобосанске бригаде. Средином 1943. повучен је на политички рад.
Био је најпре члан Окружног комитета КПЈ за источни Срем, члан и секретар Среског комитета СКОЈ за Земун, од краја 1943. до јуна 1944, а потом секретар Среског комитета КПЈ за Земун, од јуна 1944. до краја рата.
После ослобођења вршио је разне друштвено-политичке дужности. Радио је најпре у Покрајинском комитету КП Србије за Војводину, а потом у Обласном комитету КПС за Зајечар. Био је најпре потпредседник, а од 1955. председник Среског Народног одбора Сремске Митровице. Извесно време налазио се на дужности директора предузећа „Магнохром” у Краљеву. Биран је за народног посланика Већа произвођача Савезне народне скупштине.
Преминуо је 7. јануара 1962. у сремскомитровачкој болиници од последице саобраћајне незгоде, која се догодила 4. јануара у близини Пећинаца. Приликом одласка у Београд, услед магле и клизавог коловоза, током обилажења аутобуса, директно су ударили у камион, који се кретао у смеру ка Загребу. Заједно са њим, у аутомобилу су били Ђорђе Радосављевић, Гордана Жакула и возач, који су задобили лакше повреде. Сахрањен је на гробљу у Сремској Митровици.
Носилац је Партизанске споменице 1941. и других југословенских одликовања, међу којима су — Орден братства и јединства првог реда, Орден заслуга за народ другог реда, Орден за храброст и Орден партизанске звезде трећег реда.
Његово име носила је фабрика хартије „Матроз” у Сремској Митровици, а данас његово име носе улице у Земуну, Батајници и Путинцима.